# 魯道夫 (安哈特-采爾布斯特親王)
魯道夫（德語：Rudolf von Anhalt-Zerbst，1576年10月28日—1621年7月30日），安哈特-采爾布斯特親王，1603年至1621年在位。

## 家庭
1605年，魯道夫與不倫瑞克-沃爾芬比特爾的多蘿西亞·海德薇希結婚，兩人共有兩個女兒：
1. 多蘿西亞（英语：Dorothea of Anhalt-Zerbst）（1607年—1634年）
2. 艾蕾諾爾（英语：Eleanor of Anhalt-Zerbst）（1608年—1681年）

多蘿西亞·海德薇希於1609年去世。1612年，魯道夫與歐登堡伯爵約翰七世的女兒瑪格達琳（Magdalene）結婚，兩人共有1子1女：
1. 伊莉莎白（1617年—1639年）
2. 約翰六世（1621年—1667年）